# Liste des législatures fédérales canadiennes

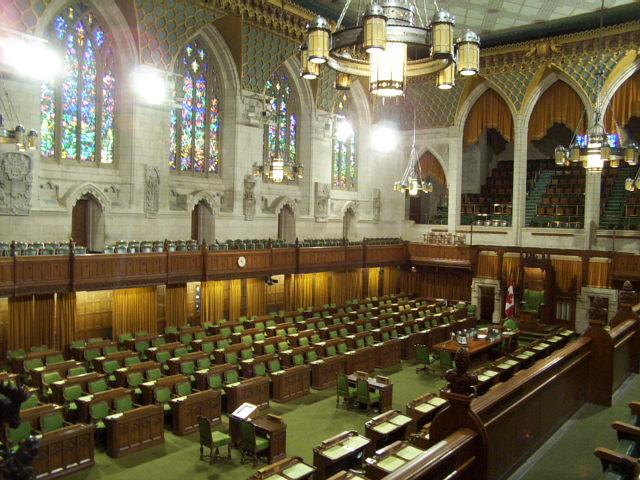
La salle des séances de la Chambre des communes du Canada

Ceci est une liste des législatures fédérales canadiennes.  
Le Parlement du Canada comprend une chambre basse élue, la Chambre des communes, une chambre haute nommée, le Sénat, et la reine représentée par le gouverneur général. Une nouvelle législature commence après chaque élection générale de la Chambre des communes.
Après chaque élection générale, le parti disposant de plus de sièges à la Chambre des communes forme le gouvernement et son chef devient premier ministre. Quand le parti arrivé en tête n'obtient pas la majorité absolue des sièges, il est de tradition au Canada qu'il forme un gouvernement minoritaire plutôt qu'une coalition avec un autre parti. 
Le parti d'opposition le plus important forme l'Opposition officielle et son chef devient chef de l'Opposition officielle. 
Au début de chaque législature, la Chambre des communes élit son président.
La 41e législature du Canada a été dissoute le 2 août 2015. 

## Législatures
| Législature — élection — sessions                       | Début Fin                  | Gouvernement (nombre de sièges)                                  | Premier ministre            | Opposition officielle Chef | Président de la Chambre                                             |
| ------------------------------------------------------- | -------------------------- | ---------------------------------------------------------------- | --------------------------- | --- | ------------------------------------------------------------------- |
| 1re législature du Canada — élue en 1867 — (5 sessions) | 6 nov. 1867 8 jui. 1872    | Parti libéral-conservateur (100 sièges sur 180)                  | John A. Macdonald           | Parti libéral : Edward Blake | James Cockburn                                                      |
| 2e législature du Canada — élue en 1872 — (2 sessions)  | 5 mars 1873 ...            | Parti libéral-conservateur (99 sièges sur 200)                   | John A. Macdonald           | Parti libéral : Alexander Mackenzie | James Cockburn                                                      |
| 2e législature du Canada — élue en 1872 — (2 sessions)  | 7 nov. 1873 2 jan. 1874    | Parti libéral minoritaire (95 sièges sur 200)                    | Alexander Mackenzie         | Parti libéral-conservateur : Sir John A. Macdonald                                                                                           | James Cockburn                                                      |
| 3e législature du Canada — élue en 1874 — (5 sessions)  | 26 mars 1874 17 août 1878  | Parti libéral (129 sièges sur 206)                               | Alexander Mackenzie         | Parti libéral-conservateur : Sir John A. Macdonald                                                                                           | Timothy Warren Anglin                                               |
| 4e législature du Canada — élue en 1878 — (4 sessions)  | 13 fév. 1879 18 mai 1882   | Parti libéral-conservateur (134 sièges sur 206)                  | John A. Macdonald           | Parti libéral : Alexander Mackenzie (1878-1880) Edward Blake (1880-1882)                                                                     | Joseph Godéric Blanchet                                             |
| 5e législature du Canada — élue en 1882 — (4 sessions)  | 8 fév. 1883 15 jan. 1887   | Parti libéral-conservateur (133 sièges sur 211)                  | John A. Macdonald           | Parti libéral : Edward Blake | George Airey Kirkpatrick                                            |
| 6e législature du Canada — élue en 1887 — (4 sessions)  | 13 avr. 1887 3 fév. 1891   | Parti libéral-conservateur (122 sièges sur 215)                  | John A. Macdonald           | Parti libéral : Edward Blake (1887) Wilfrid Laurier (1887-1896)                                                                              | Joseph-Aldéric Ouimet                                               |
| 7e législature du Canada — élue en 1891 — (6 sessions)  | 29 avr. 1891 ...           | Parti libéral-conservateur (117 sièges sur 215)                  | John A. Macdonald           | Parti libéral : Wilfrid Laurier | Peter White                                                         |
| 7e législature du Canada — élue en 1891 — (6 sessions)  | 16 juin 1891 ...           | Parti libéral-conservateur (117 sièges sur 215)                  | Sir John Abbott             | Parti libéral : Wilfrid Laurier | Peter White                                                         |
| 7e législature du Canada — élue en 1891 — (6 sessions)  | 5 déc. 1892 ...            | Parti conservateur (117 sièges sur 215)                          | Sir John Thompson           | Parti libéral : Wilfrid Laurier | Peter White                                                         |
| 7e législature du Canada — élue en 1891 — (6 sessions)  | 21 déc. 1894 ...           | Parti conservateur (117 sièges sur 215)                          | Sir Mackenzie Bowell        | Parti libéral : Wilfrid Laurier | Peter White                                                         |
| 7e législature du Canada — élue en 1891 — (6 sessions)  | 1er mai 1896 24 avr. 1896  | Parti conservateur (117 sièges sur 215)                          | Sir Charles Tupper          | Parti libéral : Wilfrid Laurier | Peter White                                                         |
| 8e législature du Canada — élue en 1896 — (5 sessions)  | 19 août 1896 9 oct. 1900   | Parti libéral (117 sièges 213)                                   | Wilfrid Laurier             | Parti conservateur : Sir Charles Tupper | James David Edgar (1896-1899) Thomas Bain (1899-1900)               |
| 9e législature du Canada — élue en 1900 — (4 sessions)  | 6 fév. 1901 29 sep. 1904   | Parti libéral (128 sièges sur 213)                               | Wilfrid Laurier             | Parti conservateur : Robert Borden | Louis-Philippe Brodeur (1901-1904) Napoléon Antoine Belcourt (1904) |
| 10e législature du Canada — élue en 1904 — (4 sessions) | 11 jan. 1905 17 sep. 1908  | Parti libéral (137 sièges sur 214)                               | Wilfrid Laurier             | Parti conservateur : Robert Borden | Robert Franklin Sutherland                                          |
| 11e législature du Canada — élue en 1908 — (3 sessions) | 20 jan. 1909 29 juil. 1911 | Parti libéral (133 sièges sur 221)                               | Wilfrid Laurier             | Parti conservateur : Robert Borden | Charles Marcil                                                      |
| 12e législature du Canada — élue en 1911 — (7 sessions) | 15 nov. 1911 6 oct. 1917   | Parti conservateur (132 sièges sur 221)                          | Robert Borden               | Parti libéral : Sir Wilfrid Laurier | Thomas Simpson Sproule (1911-1915) Albert Sévigny (1916-1917)       |
| 13e législature du Canada — élue en 1917 — (5 sessions) | 18 mar. 1918 ...           | Gouvernement (Parti unioniste) (153 sièges sur 235)              | Robert Borden               | Opposition (libéraux de Laurier) : Sir Wilfrid Laurier (1918-1919) Daniel McKenzie (1919) William Lyon Mackenzie King (1919-1921)            | Edgar Nelson Rhodes                                                 |
| 13e législature du Canada — élue en 1917 — (5 sessions) | 7 juil. 1920 4 oct. 1921   | Parti libéral et conservateur national (153 seats of 235)        | Arthur Meighen              | Opposition (libéraux de Laurier) : Sir Wilfrid Laurier (1918-1919) Daniel McKenzie (1919) William Lyon Mackenzie King (1919-1921)            | Edgar Nelson Rhodes                                                 |
| 14e législature du Canada — élue en 1921 — (4 sessions) | 8 mar. 1922 5 sep. 1925    | Parti libéral minoritaire (118 sièges sur 235)                   | William Lyon Mackenzie King | Parti conservateur : Arthur Meighen | Rodolphe Lemieux                                                    |
| 15e législature du Canada — élue en 1925 — (1 session)  | 7 jan. 1925 ...            | Parti libéral minoritaire (100 sièges sur 245)                   | William Lyon Mackenzie King | Parti conservateur : Arthur Meighen | Rodolphe Lemieux                                                    |
| 15e législature du Canada — élue en 1925 — (1 session)  | 29 juin 1926 2 juil. 1926  | Parti conservateur minoritaire (115 sièges sur 245)              | Arthur Meighen              | Parti libéral : William Lyon Mackenzie King                                                                                                  | Rodolphe Lemieux                                                    |
| 16e législature du Canada — élue en 1926 — (4 sessions) | 9 déc. 1926 30 mai 1930    | Parti libéral minoritaire (116 seats of 245)                     | William Lyon Mackenzie King | Parti conservateur: Hugh Guthrie (1926-1927) Richard Bennett (1927-1930)                                                                     | Rodolphe Lemieux                                                    |
| 17e législature du Canada — élue en 1930 — (6 sessions) | 8 sep. 1930 14 août 1935   | Parti conservateur (134 sièges sur 245)                          | Richard Bennett             | Parti libéral : William Lyon Mackenzie King                                                                                                  | George Black (1930-1935) James Langstaff Bowman (1935)              |
| 18e législature du Canada — élue en 1935 — (6 sessions) | 6 fév. 1936 25 jan. 1940   | Parti libéral (173 sièges sur 245)                               | William Lyon Mackenzie King | Parti conservateur : Richard Bennett (1936-1938) Robert Manion (1938-1940)                                                                   | Pierre-François Casgrain                                            |
| 19e législature du Canada — élue en 1940 — (6 sessions) | 16 mai 1940 16 avr. 1945   | Parti libéral (179 sièges sur 245)                               | William Lyon Mackenzie King | Parti conservateur: Richard Hanson (1940-1942) Gordon Graydon (1943-1945)                                                                    | James Allison Glen                                                  |
| 20e législature du Canada — élue en 1945 — (5 sessions) | 6 sep. 1945 ...            | Parti libéral (118 sièges sur 245)                               | William Lyon Mackenzie King | Parti progressiste-conservateur : John Bracken (1945-1948) George Drew (1948-1949)                                                           | Gaspard Fauteux                                                     |
| 20e législature du Canada — élue en 1945 — (5 sessions) | 7 août 1948 30 avr. 1949   | Parti libéral (118 sièges sur 245)                               | Louis St-Laurent            | Parti progressiste-conservateur : John Bracken (1945-1948) George Drew (1948-1949)                                                           | Gaspard Fauteux                                                     |
| 21e législature du Canada — élue en 1949 — (7 sessions) | 15 sep. 1949 13 juin 1953  | Parti libéral (191 sièges sur 262)                               | Louis St-Laurent            | Parti progressiste-conservateur : George Drew                                                                                                | William Ross Macdonald                                              |
| 22e législature du Canada — élue en 1953 — (5 sessions) | 12 nov. 1953 12 avr. 1957  | Parti libéral (169 sièges sur 265)                               | Louis St-Laurent            | Parti progressiste-conservateur : George Drew (1953-1954) William Earl Rowe (1954-1955) George Drew (1955-1956) John Diefenbaker (1956-1957) | Louis-René Beaudoin                                                 |
| 23e législature du Canada — élue en 1957 — (1 session)  | 14 oct. 1957 1 fév. 1958   | Parti progressiste-conservateur minoritaire (111 sièges sur 265) | John Diefenbaker            | Parti libéral : Louis St-Laurent (1957-1958) Lester B. Pearson (1958)                                                                        | Roland Michener                                                     |
| 24e législature du Canada — élue en 1958 — (5 sessions) | 12 mai 1958 19 avr. 1962   | Parti progressiste-conservateur (208 sièges sur 265)             | John Diefenbaker            | Parti libéral : Lester B. Pearson | Roland Michener                                                     |
| 25e législature du Canada — élue en 1962 — (1 session)  | 27 sep. 1962 7 fév. 1963   | Parti progressiste-conservateur minoritaire (116 sièges sur 265) | John Diefenbaker            | Parti libéral : Lester B. Pearson | Marcel Lambert                                                      |
| 26e législature du Canada — élue en 1963 — (3 sessions) | 16 mai 1963 8 sep. 1965    | Parti libéral minoritaire (128 sièges sur 265)                   | Lester B. Pearson           | Parti progressiste-conservateur : John Diefenbaker                                                                                           | Alan Macnaughton                                                    |
| 27e législature du Canada — élue en 1965 — (2 sessions) | 18 jan. 1966 23 avr. 1968  | Parti libéral minoritaire (131 sièges sur 265)                   | Lester B. Pearson           | Parti progressiste-conservateur : John Diefenbaker (1966-1967) Michael Starr (1967) Robert Stanfield (1967-1968)                             | Lucien Lamoureux                                                    |
| 28e législature du Canada — élue en 1968 — (4 sessions) | 12 sep. 1968 1 sep. 1972   | Parti libéral (154 sièges sur 264)                               | Pierre Elliott Trudeau      | Parti progressiste-conservateur : Robert Stanfield                                                                                           | Lucien Lamoureux                                                    |
| 29e législature du Canada — élue en 1972 — (2 sessions) | 14 jan. 1973 9 mai 1974    | Parti libéral minoritaire (109 sièges sur 264)                   | Pierre Elliott Trudeau      | Parti progressiste-conservateur : Robert Stanfield                                                                                           | Lucien Lamoureux                                                    |
| 30e législature du Canada — élue en 1974 — (4 sessions) | 30 sep. 1974 26 mar. 1979  | Parti libéral (141 sièges sur 264)                               | Pierre Elliott Trudeau      | Parti progressiste-conservateur : Robert Stanfield (1974-1976) Joe Clark (1976-1979)                                                         | James Alexander Jerome                                              |
| 31e législature du Canada — élue en 1979 — (1 session)  | 9 oct. 1979 14 déc. 1979   | Parti progressiste-conservateur minoritaire (136 sièges sur 282) | Joe Clark                   | Parti libéral : Pierre Elliott Trudeau | James Alexander Jerome                                              |
| 32e législature du Canada — élue en 1980 — (2 sessions) | 14 avr. 1980 ...           | Parti libéral (147 sièges sur 282)                               | Pierre Elliott Trudeau      | Parti progressiste-conservateur : Joe Clark (1980-1983) Brian Mulroney (1983-1984)                                                           | Jeanne Sauvé (1980-1984) Cyril Lloyd Francis (1984)                 |
| 32e législature du Canada — élue en 1980 — (2 sessions) | 30 juin 1984 9 juil. 1984  | Parti libéral (147 sièges sur 282)                               | John Turner                 | Parti progressiste-conservateur : Joe Clark (1980-1983) Brian Mulroney (1983-1984)                                                           | Jeanne Sauvé (1980-1984) Cyril Lloyd Francis (1984)                 |
| 33e législature du Canada — élue en 1984 — (2 sessions) | 5 nov. 1984 1 oct. 1988    | Parti progressiste-conservateur (211 sièges sur 282)             | Brian Mulroney              | Parti libéral : John Turner | John William Bosley (1984-1986) John Allen Fraser (1986-1988)       |
| 34e législature du Canada — élue en 1988 — (3 sessions) | 12 déc. 1988 ...           | Parti progressiste-conservateur (169 sièges sur 295)             | Brian Mulroney              | Parti libéral : John Turner (1988-1990) Herb Gray (1990) Jean Chrétien (1990-1993)                                                           | John Allen Fraser                                                   |
| 34e législature du Canada — élue en 1988 — (3 sessions) | 26 juin 1993 8 sep. 1993   | Parti progressiste-conservateur (169 sièges sur 295)             | Kim Campbell                | Parti libéral : John Turner (1988-1990) Herb Gray (1990) Jean Chrétien (1990-1993)                                                           | John Allen Fraser                                                   |
| 35e législature du Canada — élue en 1993 — (2 sessions) | 17 jan. 1994 27 avr. 1997  | Parti libéral (177 sièges sur 295)                               | Jean Chrétien               | Bloc québécois : Lucien Bouchard (1994-1996) Gilles Duceppe (1996) Michel Gauthier (1996-1997)                                               | Gilbert Parent                                                      |
| 36e législature du Canada — élue en 1997 — (2 sessions) | 22 sep. 1997 ...           | Parti libéral (155 sièges sur 301)                               | Jean Chrétien               | Parti réformiste du Canada : Preston Manning                                                                                                 | Gilbert Parent                                                      |
| 36e législature du Canada — élue en 1997 — (2 sessions) | 27 mars 2000 22 oct. 2000  | Parti libéral (155 sièges sur 301)                               | Jean Chrétien               | Alliance canadienne : Deborah Grey (2000) Stockwell Day (2000)                                                                               | Gilbert Parent                                                      |
| 37e législature du Canada — élue en 2000 — (3 sessions) | 29 jan. 2001 ...           | Parti libéral (172 sièges sur 301)                               | Jean Chrétien               | Alliance canadienne : Stockwell Day (2001) John Douglas Reynolds (2001-2002) Stephen Harper (2002-2004) Grant Hill (2004)                    | Peter Milliken                                                      |
| 37e législature du Canada — élue en 2000 — (3 sessions) | 12 déc. 2003 ...           | Parti libéral (172 sièges sur 301)                               | Paul Martin                 | Alliance canadienne : Stockwell Day (2001) John Douglas Reynolds (2001-2002) Stephen Harper (2002-2004) Grant Hill (2004)                    | Peter Milliken                                                      |
| 37e législature du Canada — élue en 2000 — (3 sessions) | 2 fév. 2004 23 mai 2004    | Parti libéral (172 sièges sur 301)                               | Paul Martin                 | Parti conservateur : Grant Hill (2004) Stephen Harper (2004)                                                                                 | Peter Milliken                                                      |
| 38e législature du Canada — élue en 2004 — (1 session)  | 4 oct. 2004 29 nov. 2005   | Parti libéral minoritaire (135 sièges sur 308)                   | Paul Martin                 | Parti conservateur : Stephen Harper | Peter Milliken                                                      |
| 39e législature du Canada — élue en 2006 — (2 sessions) | 3 avr. 2006 7 sep. 2008    | Parti conservateur minoritaire (124 sièges sur 308)              | Stephen Harper              | Parti libéral : Bill Graham (2006) Stéphane Dion (2006-2008)                                                                                 | Peter Milliken                                                      |
| 40e législature du Canada — élue en 2008 — (3 sessions) | 4 nov. 2008 26 mars 2011   | Parti conservateur minoritaire (143 sièges sur 308)              | Stephen Harper              | Parti libéral : Stéphane Dion (2008) Michael Ignatieff (2008–2011)                                                                           | Peter Milliken                                                      |
| 41e législature du Canada — élue en 2011 — 2 sessions   | 23 mai 2011 En cours       | Parti conservateur (166 sièges sur 308)                          | Stephen Harper              | Nouveau Parti démocratique : Jack Layton (2011) Nycole Turmel (2011-2012) Thomas Mulcair (2012-2015)                                         | Andrew Scheer                                                       |
| 42e législature du Canada — élue en 2015                |                            | Parti libéral (184 sièges sur 338)                               | Justin Trudeau              | Parti conservateur : |                                                                     |